# Temporada da NBA de 1952–53
A temporada da NBA de 1952–53 foi a sétima temporada da National Basketball Association (NBA). Ela encerrou com o Minneapolis Lakers conquistando o título da NBA após derrotar o New York Knicks por 4-1 nas finais da NBA.

## Ocorrências notáveis
- O NBA All-Star Game de 1953 foi disputado em Fort Wayne, Indiana, com o Oeste vencendo o Leste por 79-75. George Mikan, do Minneapolis Lakers, ganhou o Prêmio de MVP.
- Don Meineke, do Fort Wayne Pistons, ganha o prêmio inaugural de Novato do Ano.

| Pré-Temporada       | Pré-Temporada    | Pré-Temporada  |
| Time                | Antigo treinador | Novo treinador |
| ------------------- | ---------------- | -------------- |
| Milwaukee Hawks     | Doxie Moore      | Andrew Levane  |
| Durante a temporada |                  |                |
| Time                | Antigo treinador | Novo treinador |
| Baltimore Bullets   | Chick Reiser     | Clair Bee      |

## Temporada regular

### Divisão Leste
| Time                  | V  | D  | %    | JA   |
| --------------------- | -- | -- | ---- | ---- |
| x-New York Knicks     | 47 | 23 | .671 | -    |
| x-Syracuse Nationals  | 47 | 24 | .662 | 0.5  |
| x-Boston Celtics      | 46 | 25 | .648 | 1.5  |
| x-Baltimore Bullets   | 16 | 54 | .229 | 31   |
| Philadelphia Warriors | 12 | 57 | .174 | 34.5 |

### Divisão Oeste
| Time                     | V  | D  | %    | JA   |
| ------------------------ | -- | -- | ---- | ---- |
| x-Minneapolis Lakers C   | 48 | 22 | .686 | -    |
| x-Rochester Royals       | 44 | 26 | .629 | 4    |
| x-Fort Wayne Pistons     | 36 | 33 | .522 | 11.5 |
| x-Indianapolis Olympians | 28 | 43 | .394 | 20.5 |
| Milwaukee Hawks          | 27 | 44 | .380 | 21.5 |

x - Classificados para os playoffs
C - Campeão da NBA

## Playoffs
|  | Semifinais de Divisão | Semifinais de Divisão  | Semifinais de Divisão |             |    | Finais de Divisão | Finais de Divisão | Finais de Divisão |  |  | Finais da NBA | Finais da NBA | Finais da NBA |  |
|  |                       |                        |                       |             |    |                   |                   |                   |  |  |               |               |               |  |
|  | E1                    | New York Knicks        | 2                     |             |    |                   |                   |                   |  |  |               |               |               |  |
|  | E1                    | New York Knicks        | 2                     |             |    |                   |                   |                   |  |  |               |               |               |  |
|  | E4                    | Baltimore Bullets      | 0                     |             |    |                   |                   |                   |  |  |               |               |               |  |
|  | E4                    | Baltimore Bullets      | 0                     |             | E1 | New York          | 3                 |                   |  |  |               |               |               |  |
|  |                       |                        |                       |             | E1 | New York          | 3                 |                   |  |  |               |               |               |  |
|  |                       |                        | E3                    | Boston      | 1  |                   |                   |                   |  |  |               |               |               |  |
|  | E3                    | Boston Celtics         | E3                    | Boston      | 1  | 2                 |                   |                   |  |  |               |               |               |  |
|  | E3                    | Boston Celtics         |                       |             |    |                   |                   |                   |  |  |               |               |               |  |
|  | E2                    | Syracuse Nationals     | 0                     |             |    |                   |                   |                   |  |  |               |               |               |  |
|  | E2                    | Syracuse Nationals     | 0                     |             | E1 | New York          | 1                 |                   |  |  |               |               |               |  |
|  |                       |                        |                       |             |    |                   |                   |                   |  |  |               |               |               |  |
|  |                       |                        | W1                    | Minneapolis | 4  |                   |                   |                   |  |  |               |               |               |  |
|  | W1                    | Minneapolis Lakers     | W1                    | Minneapolis | 4  | 2                 |                   |                   |  |  |               |               |               |  |
|  | W1                    | Minneapolis Lakers     |                       |             |    |                   |                   |                   |  |  |               |               |               |  |
|  | W4                    | Indianapolis Olympians | 0                     |             |    |                   |                   |                   |  |  |               |               |               |  |
|  | W4                    | Indianapolis Olympians | 0                     |             | W1 | Minneapolis       | 3                 |                   |  |  |               |               |               |  |
|  |                       |                        |                       |             | W1 | Minneapolis       | 3                 |                   |  |  |               |               |               |  |
|  |                       |                        | W2                    | Fort Wayne  | 2  |                   |                   |                   |  |  |               |               |               |  |
|  | W3                    | Fort Wayne Pistons     | W2                    | Fort Wayne  | 2  | 2                 |                   |                   |  |  |               |               |               |  |
|  | W3                    | Fort Wayne Pistons     |                       |             |    |                   |                   |                   |  |  |               |               |               |  |
|  | W2                    | Rochester Royals       | 1                     |             |    |                   |                   |                   |  |  |               |               |               |  |

## Líderes das estatísticas
| Categoria        | Jogador       | Time                  | Est.  |
| ---------------- | ------------- | --------------------- | ----- |
| Pontos           | Neil Johnston | Philadelphia Warriors | 1,564 |
| Rebotes          | George Mikan  | Minneapolis Lakers    | 1,007 |
| Assistências     | Bob Cousy     | Boston Celtics        | 547   |
| Arremessos (%)   | Neil Johnston | Philadelphia Warriors | 45.2  |
| Tiros livres (%) | Bill Sharman  | Boston Celtics        | 85.0  |

## Prêmios
- Primeira-Equipe All-NBA:
  - George Mikan, Minneapolis Lakers
  - Neil Johnston, Philadelphia Warriors
  - Bob Cousy, Boston Celtics
  - Ed Macauley, Boston Celtics
  - Dolph Schayes, Syracuse Nationals
- Segunda-Equipe All-NBA:
  - Bob Davies, Rochester Royals
  - Vern Mikkelsen, Minneapolis Lakers
  - Andy Phillip, Philadelphia Warriors
  - Bill Sharman, Boston Celtics
  - Bobby Wanzer, Rochester Royals

- Novato do Ano: Don Meineke, Fort Wayne Pistons